# Knowsley Safari Park
Koordinaten: 53° 26′ 7,5″ N, 2° 48′ 46,5″ W

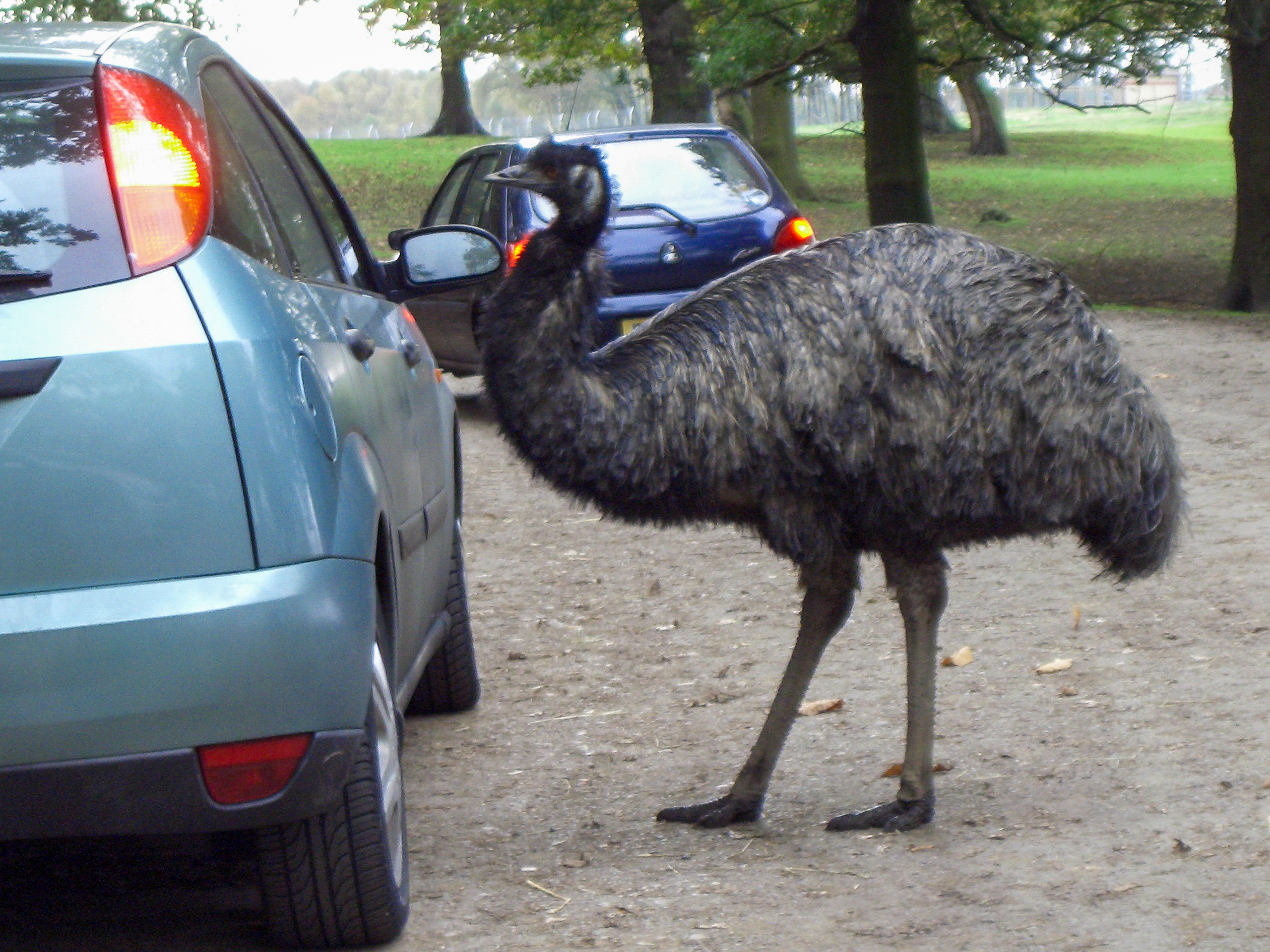
Großer Emu an Pkw

Der Knowsley Safari Park ist ein Safaripark in dem Dorf Knowsley bei Prescot im Metropolitan Borough of Knowsley in North West England. Die Großstädte Liverpool und Manchester liegen in Entfernungen von rund 12 Kilometern im Westen bzw. 40 Kilometern im Osten. Der Park ist bei der European Association of Zoos and Aquaria (EAZA) sowie der British and Irish Association of Zoos and Aquariums (BIAZA) akkreditiert.

## Geschichte
Bereits Ende des 18. Jahrhunderts sammelte Edward Smith-Stanley, 13. Earl of Derby auf dem seinen Besitz Knowsley Hall umgebenden Parkgelände viele Vögel, Fische und Säugetiere, die in England vorher nie zu sehen waren. Als er starb, war sein Zoo mit einem Bestand von 756 Tieren der größte in Großbritannien. Den Gedanken, exotische Tiere auszustellen, griff Edward Stanley, 18. Earl of Derby (1918–1994) später erneut auf und es begannen erste Planungen für eine entsprechende Einrichtung. Im Jahr 1971 öffnete Stanley einen kleinen Tierpark auf einem Teil des Grundbesitzes der Familie. Im Laufe der Jahre wurde der Tierpark erweitert und in den 1980er Jahren ein Safarigelände hinzugefügt, das es den Besuchern ermöglichte, den Park mit ihren eigenen Fahrzeugen zu erkunden. Der Erfolg der Safari führte zur Erweiterung des Geländes und der Anschaffung weiterer Tiere in den 1990er Jahren sowie zu umfangreichen Restaurierungsarbeiten in den 2000er Jahren. Seit 1994 befindet sich der Park im Besitz von Edward Stanley, 19. Earl of Derby.
Der Olympische Fackellauf als Teil der olympischen Symbole im Rahmen der Olympischen Sommerspiele 2012 in London führte auch durch den Knowsley Safari Park. Im Jahr 2013 war der Knowsley Safari Park Start- und Zielort eines Einzelzeitfahrens der dritten Etappe des Straßenradrennens Tour of Britain.
2024 betrug die Besucherzahl etwa 526.000 Personen.

## Anlagenkonzept und Tierbestand
Der Knowley Safari Park beherbergt rund 700 Tiere in ca. 100 verschiedenen Arten. Das Gelände ist in Bereiche unterteilt, die mit Personenkraftwagen befahren oder zu Fuß begangen werden können. Einen Schwerpunkt bildet die Haltung von Antilopenarten. Der Park bietet große Busch- und Grasflächen mit viel Platz für Tiere, die sich so bewegen können, wie sie sich in freier Wildbahn verhalten würden.

### Anlagenbereich für Personenkraftwagen
Mit ihren privaten Personenkraftwagen fahren die Besucher auf einer kurvenreichen Straße durch elf verschiedene Zonen. Die darin lebenden Tiere sind überwiegend nach geografischen Gesichtspunkten zusammengestellt. Die Fahrzeuge dürfen im Gelände nicht verlassen werden, Fenster müssen stets geschlossen bleiben. Die Tiere dürfen nicht gefüttert werden, wenngleich sie oftmals unmittelbar an die Fahrzeuge herankommen und um Futter betteln.

### Anlagenbereich für Fußgänger
Ein Fußgängerrundweg führt um einen kleinen See sowie entlang von Anlagen für Haustiere, Lamas und Giraffen zu einer Amur Tiger Trail genannten Anlage, wo die Möglichkeit besteht, Tiger von außen oder von einer gesicherten inneren Aussichtsanlage zu beobachten. Im Fußgängerbereich befinden sich außerdem Becken für Seelöwen sowie ein kleines Stadion, in dem Vorführungen mit Greifvögeln stattfinden. Der Park verfügt außerdem über eine Schmalspureisenbahn und einen großen Kinderspielplatz.

## Forschungs- und Arterhaltungsprogramme
Der Knowsley Safari Park beteiligt sich direkt oder finanziell an vielen nationalen und internationalen Forschungs- und Arterhaltungsprogrammen. Zu den nationalen Projekten zählen beispielsweise die folgenden:
- Das Red Squirrel Recovery Network ist bestrebt, das Eurasische Eichhörnchen (Sciurus vulgaris) in Schottland sowie im Nordwesten Englands zu erhalten.[8] Durch das Vordringen des als Neozoon eingebürgerten nordamerikanischen Grauhörnchens (Sciurus carolinensis) sind die Populationen des Eurasischen Eichhörnchens auf den Britischen Inseln erheblich zurückgegangen.
- Der Mersey Gateway Environmental Trust setzt sich für die Erhaltung des Lebensraums einheimischer Arten im Mündungsgebiet des River Mersey ein. Das Projekt Native Species Surveying erfasst die Arten- und Individuenzahl der in der näheren Umgebung des Safariparks vorkommenden Fledermaus-, Vogel-, Amphibien-, Reptilien-, Kleinsäuger- und Wirbellose-Arten. Außer der Fauna wird auch die Flora des Gebietes erfasst.[8]

Im Rahmen mehrerer internationaler Programme unterstützt der Knowsley Safari Park beispielsweise die folgenden:
- Helping Rhino ist ein Projekt, das sich um verwaiste Nashörner kümmert sowie mit Bildungsaktivitäten auf die Gefährdung der Tiere hinweist.[8]
- Die Wild Camel Protection Foundation unterstützt das Management und die tierärztliche Behandlung von kritisch gefährdeten Wildkamelen. Die Bear Conservation Society fördert die Erhaltung von Brillenbären in ihren natürlichen Lebensräumen in Peru. Beim Projekt Western Derby Eland beteiligt sich der Safaripark finanziell an Aktionen zur Erhaltung der Lebensräume der Riesen-Elenantilope (Taurotragus derbianus).[8]

## Galerie
Die nachfolgende Bildauswahl zeigt einige Säugetiere aus dem Bestand des Knowsley Safari Park:

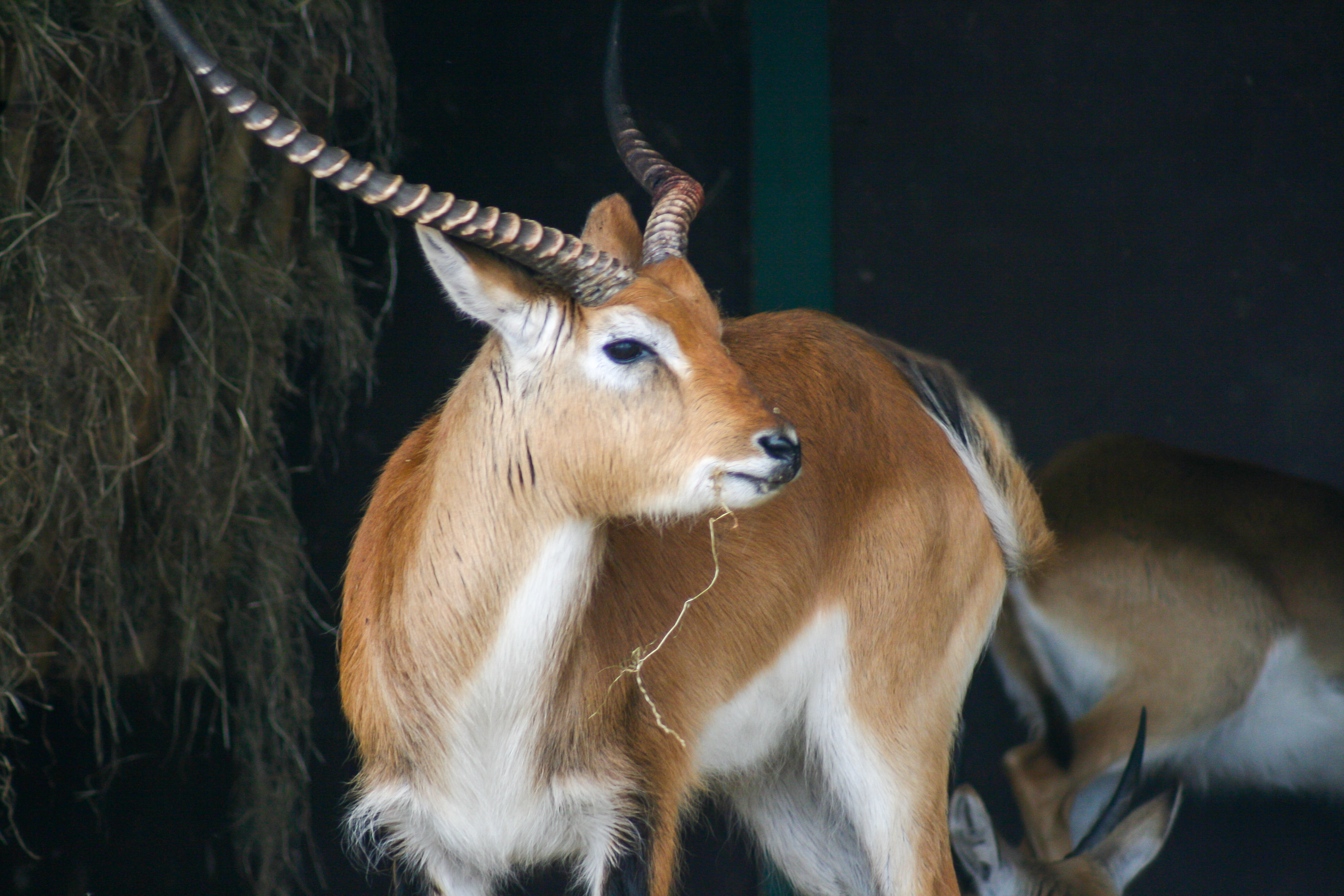
Letschwe
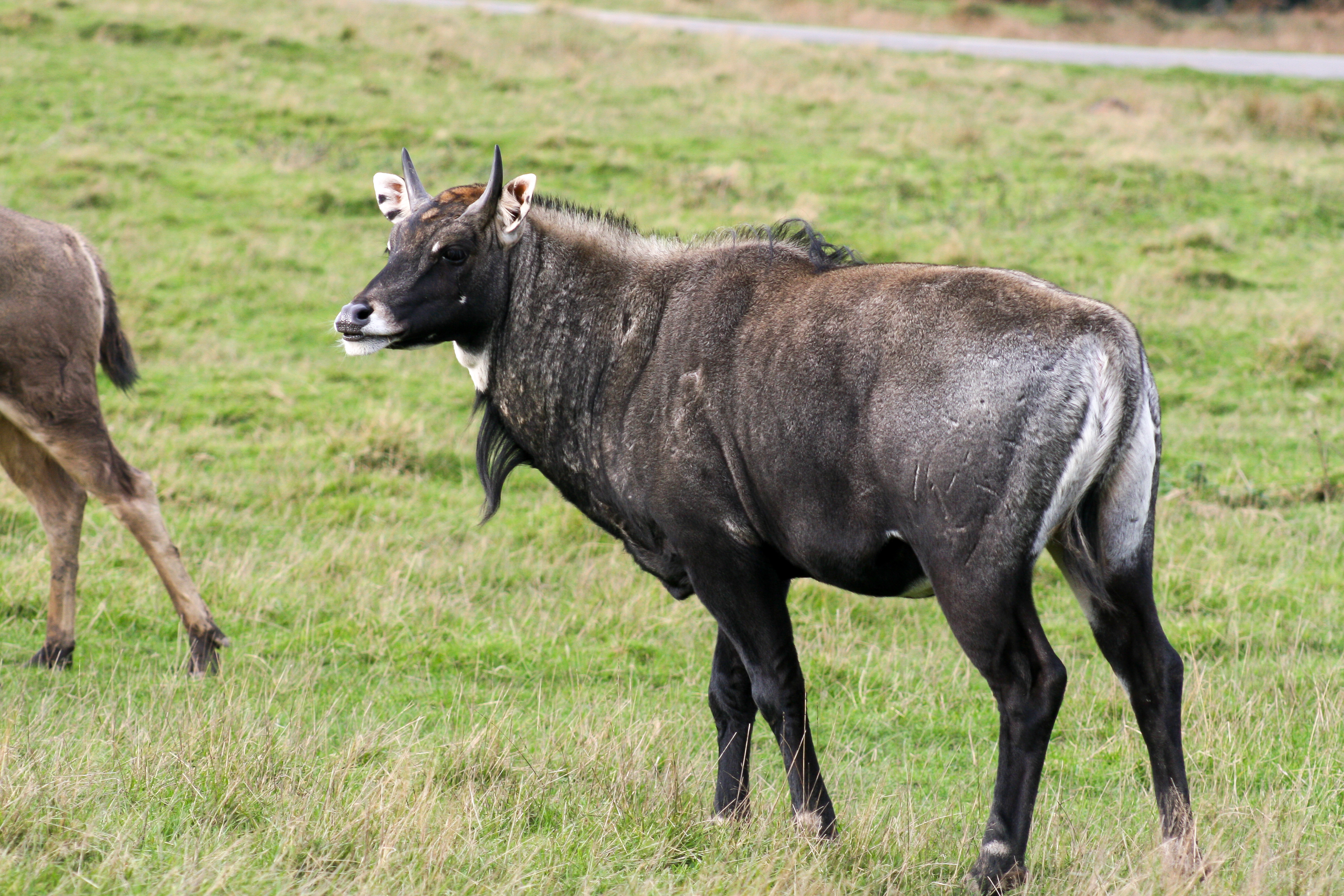
Nilgauantilope
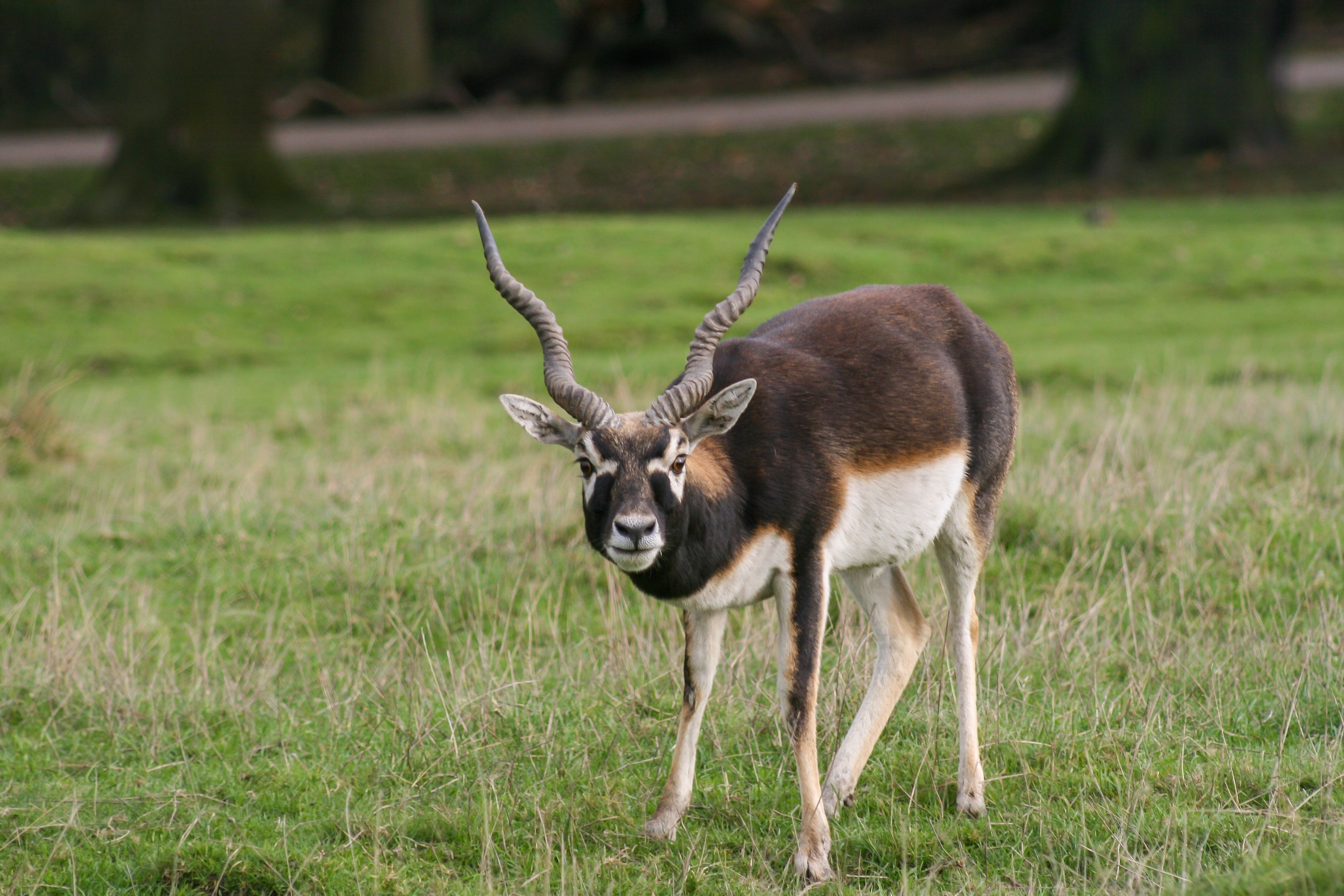
Hirschziegenantilope
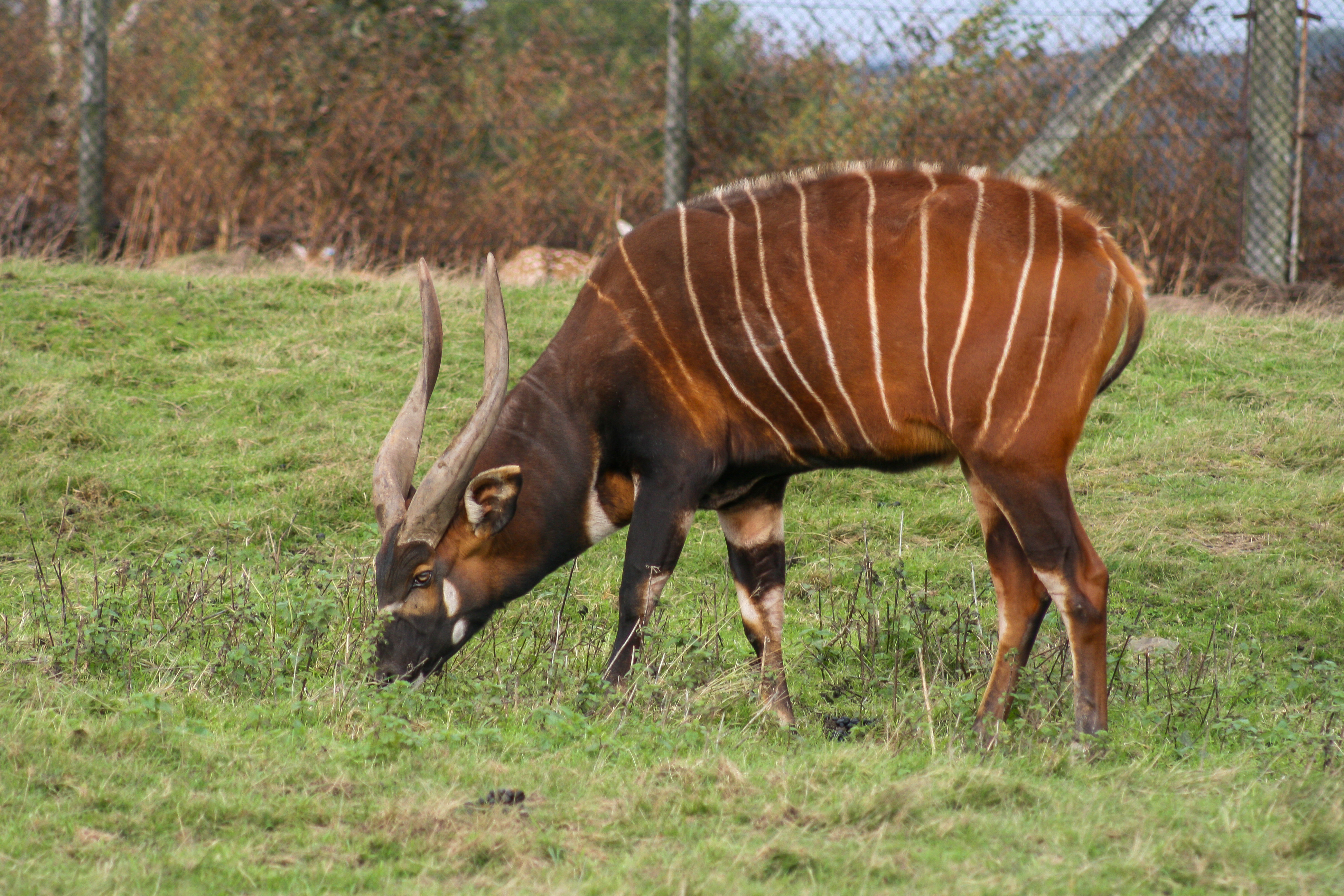
Bongo
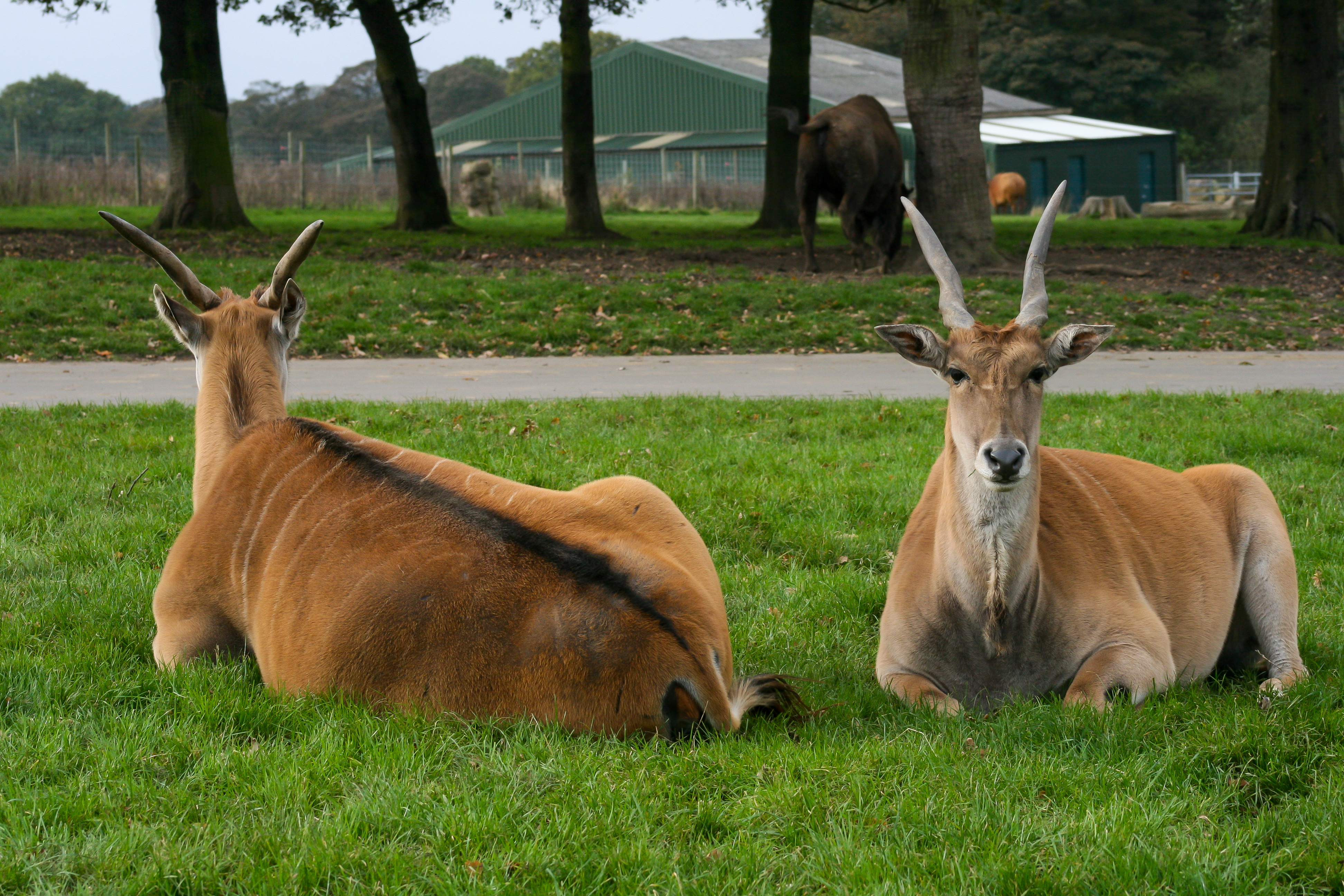
Elenantilopen
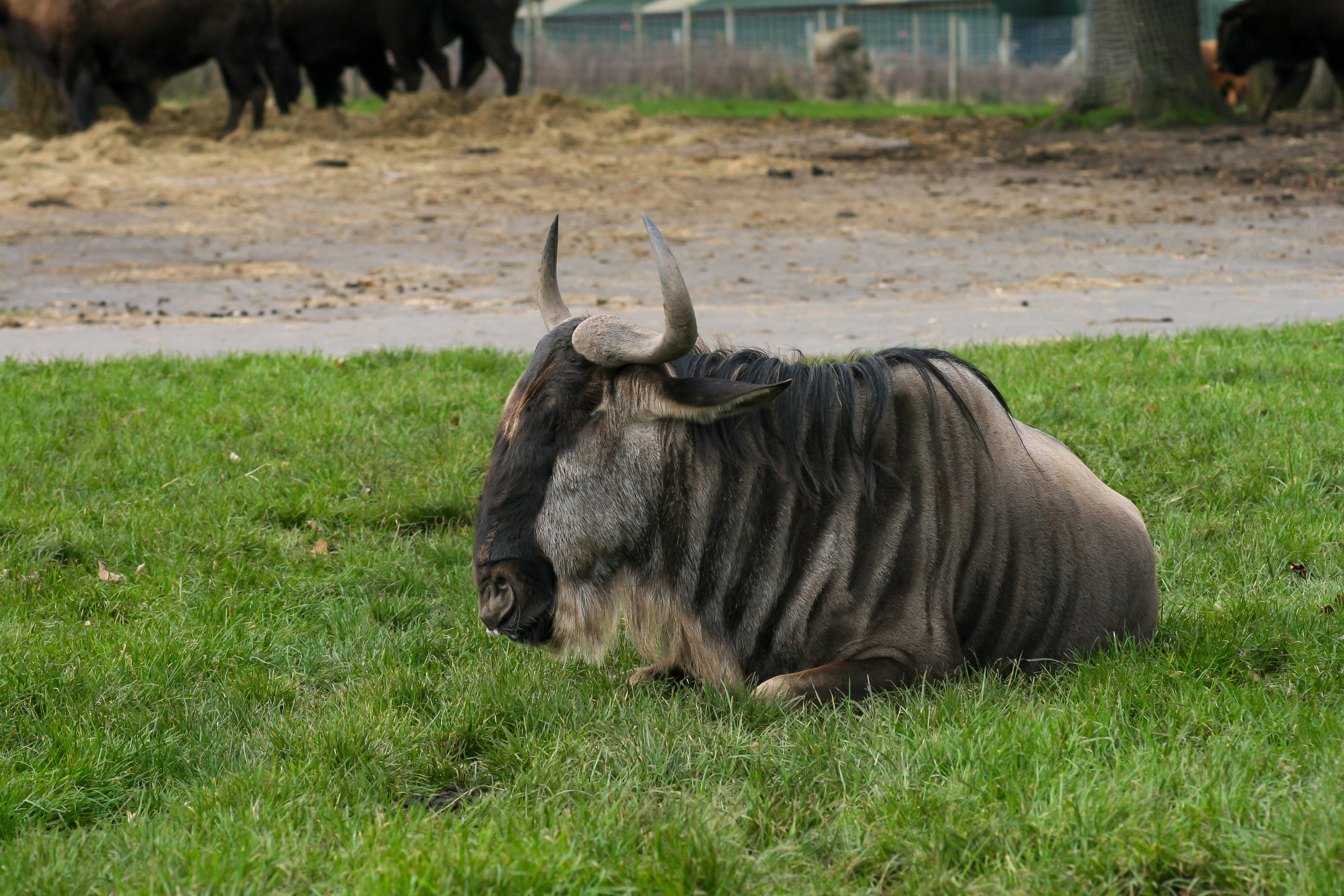
Streifengnu
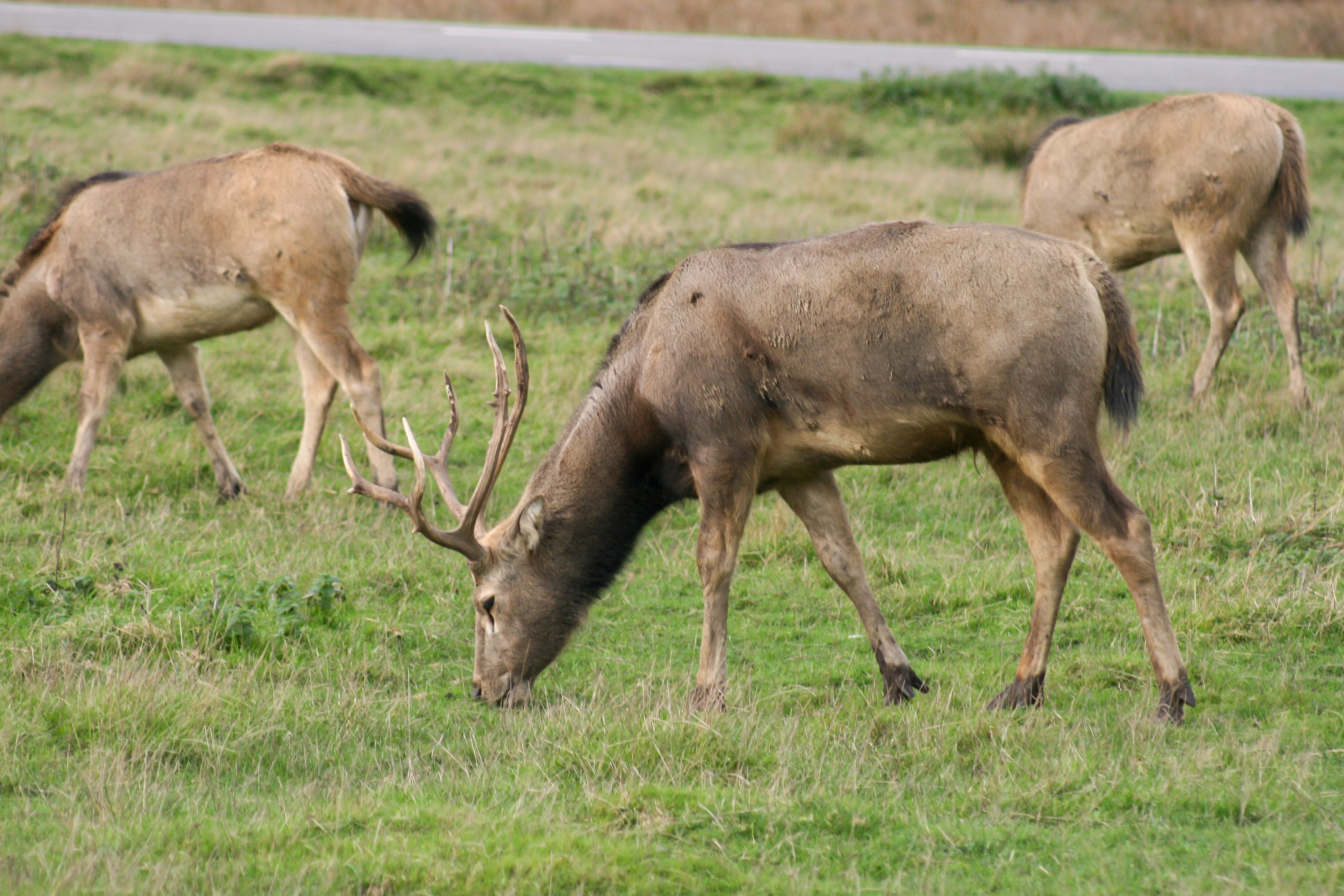
Davidshirsche
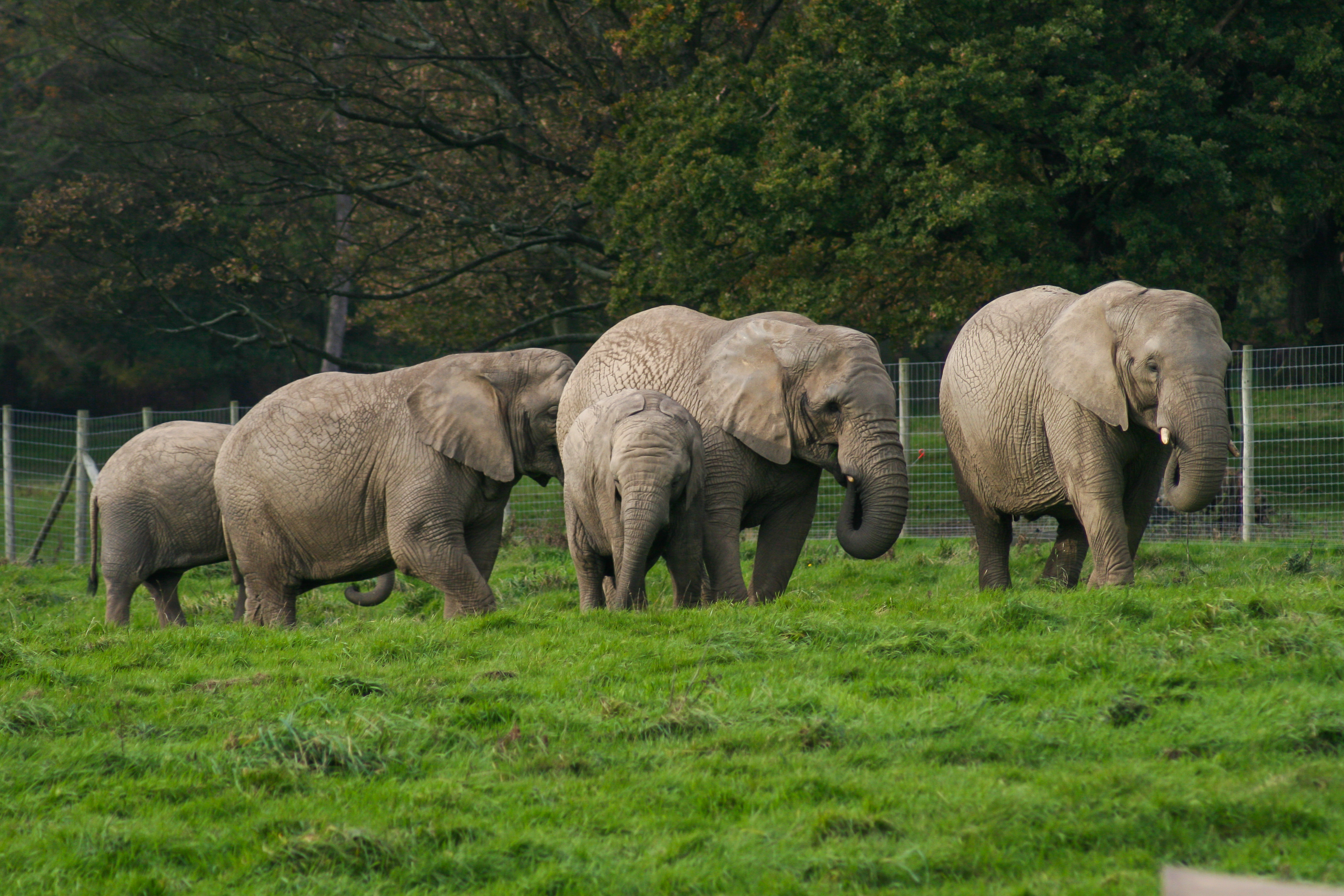
Herde Afrikanischer Elefanten
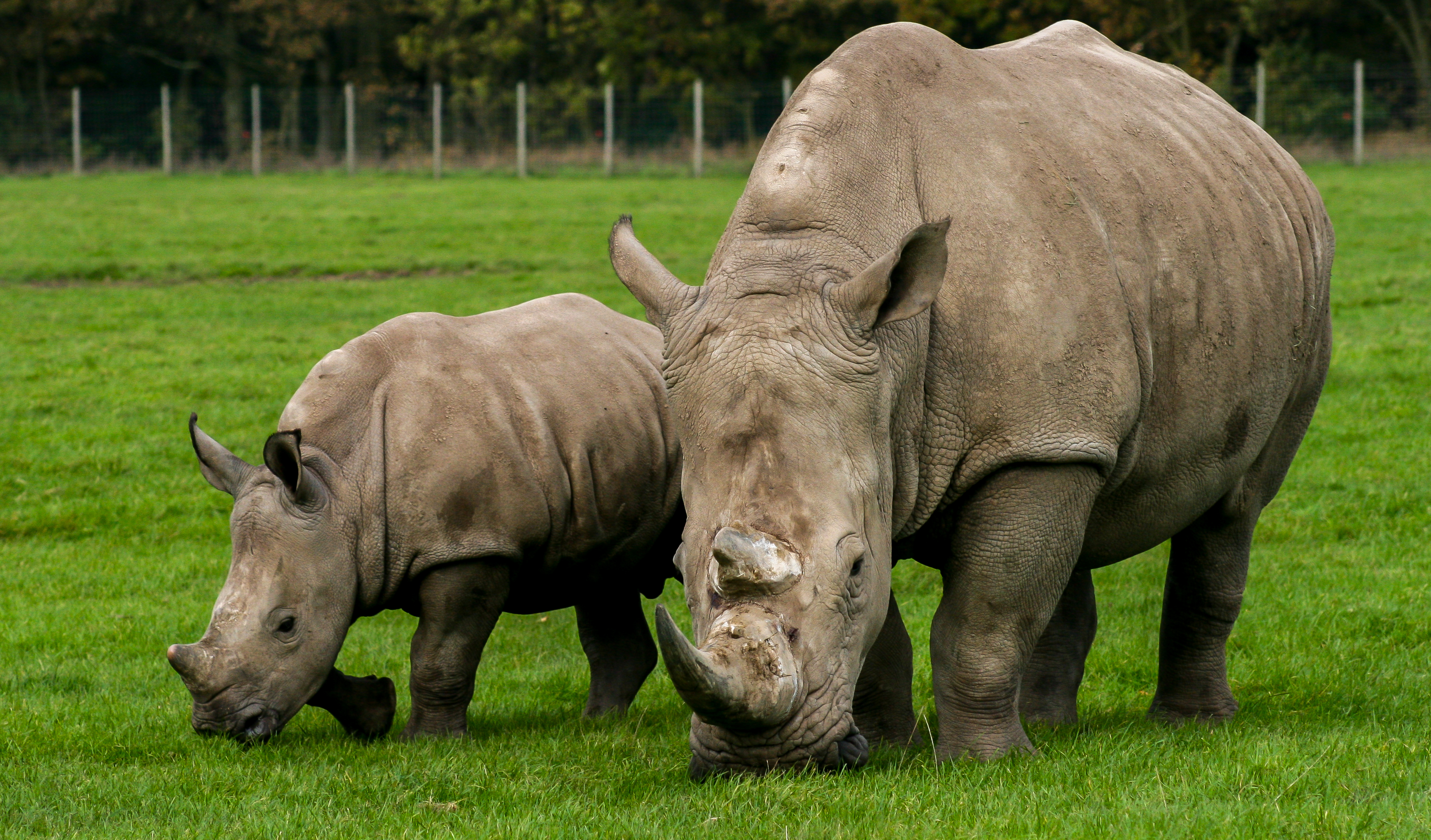
Breitmaulnashorn mit Jungtier
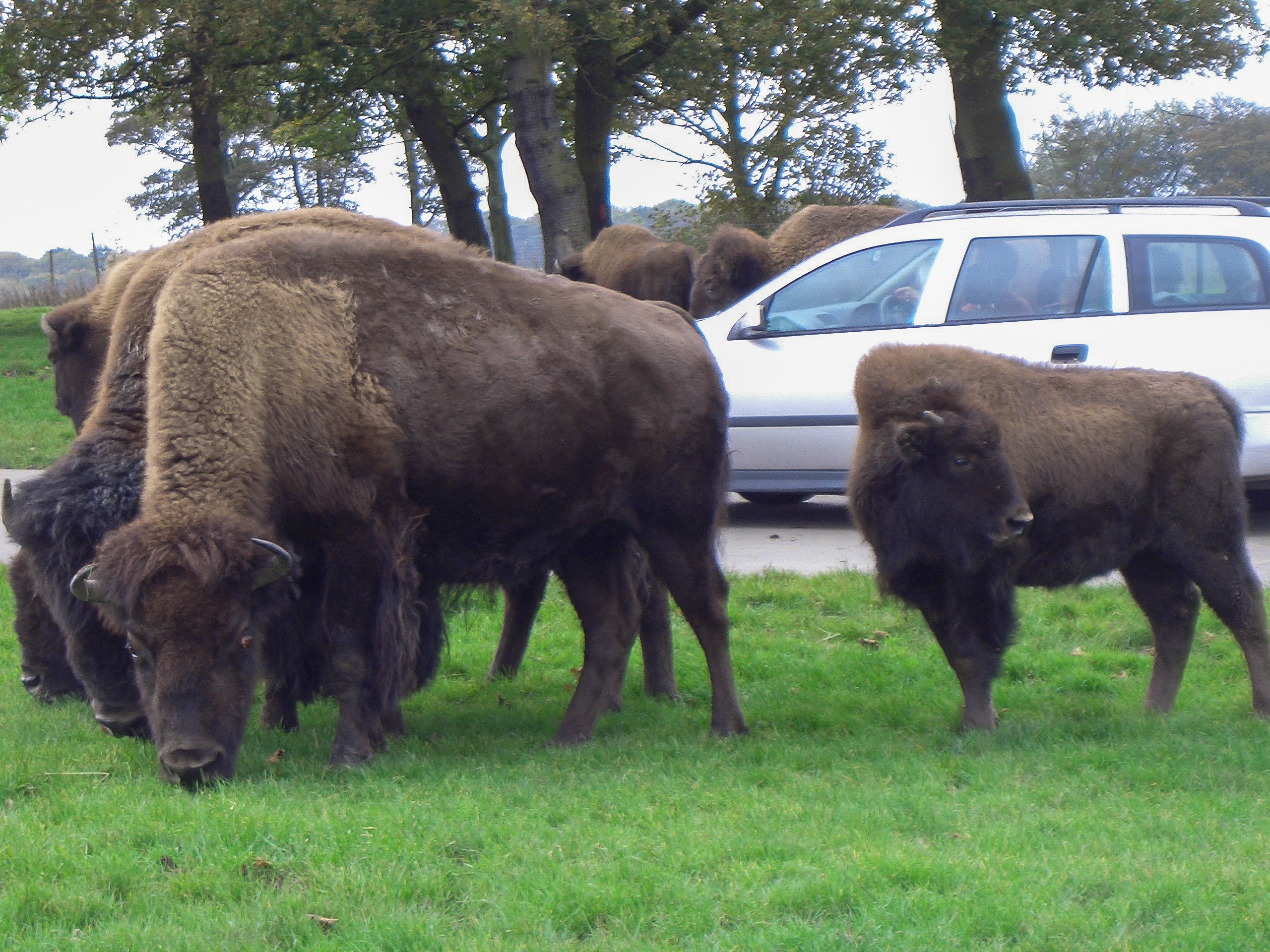
Amerikanische Bisons